# Фрідріх Вільгельм фон Крауссер
Фрідріх Вільгельм Крауссер (нім. Friedrich Wilhelm Kraußer), з 1917 — Ріттер фон Краусер (нім. Ritter von Kraußer), в народі відомий як Фріц фон Крауссер (нім. Fritz von Kraußer) (29 квітня 1888, Нюрнберг — 2 липня 1934, Ліхтерфельде) — німецький офіцер, політик (НСРПН), Обергрупенфюрер СА та член Рейхстагу від НСРПН. Жертва «Ночі довгих ножів».

## Біографія

### Сім'я
Син торговця Макса Краусера та Пауліни. Одружений з Гертрудою Рот з 1923 року.

### Баварська армія
В юності Краусер відвідував прогімназію в Ротенбурзі-на-Таубері перед тим як вступити до баварського кадетського корпусу в Мюнхені. В липні 1908 року він був фенрихом Королівського баварського 4-го піхотного полку «Король Вільгельм Вюртемберг» баварської армії, який було направлено до французького міста Мец. Після успішного закінчення військової академії (нім. Kriegsschule), 23 жовтня 1910 року він отримав звання лейтенанта.
Разом зі своїм полком брав участь у Лотаринзькій операції та битві за французьке місто Етен. 24 серпня 1914 року, лише через три тижні після початку війни, він був важко поранений, бувши командиром кулеметної роти. У січні 1915 р. він перейшов до лав військово-повітряних сил як авіаційний спостерігач. 4 листопада 1917 року Краусера вдруге було важко поранено у Фландрії. Після одужання він був призначений керівником авіаційного департаменту Баварії 45, а у вересні 1918 р. його було призначено до ескадрильї бойових груп 2 групи, з якою він залишався до кінця війни.

### Веймарська республіка
Після закінчення війни Краусер взяв участь у знищенні Баварської Радянської Республіки у 1919 році. Через свою приналежність до організації «Прапор Старого Рейху» (нім. Altreichsflagge) Гітлер відмовив Краусеру в прийнятті до НСДАП у 1926 році, оскільки член НСДАП не може одночасно належати до інших партій чи асоціацій. Крім того, Краусер був членом Німецько-Волкішської асоціації офіцерів та Асоціації Танненберг.
Краусер вступив до НСДАП в 1928 році, а до СА — 1931-го в званні оберфюрера. З 3 листопада 1931 р. по 14 квітня 1932 р. очолював групу SA «Hochland» у Мюнхені. 15 березня 1932 р. Краусер отримав посаду керівника загону СА. З 1 липня 1932 р. він є керівником відділу I (Організація) Вищого керівництва СА і одночасно заступником Ернста Рема. 30 вересня 1932 р. Краусер став «керівником авіації СА і СС» і, таким чином, відповідав за повітряні сили цих організацій. Сама ж авіація СА і СС 1933 р. стала частиною Німецької асоціації повітряного спорту.

### Часи націонал-соціалізму та смерть
Ставши обергрупенфюрером СА 27 червня 1933 року, він отримав місце в Рейхстазі в листопаді 1933 року.
30 червня 1934 року Краусера було заарештовано під час «Ночі довгих ножів» та доставлено до в'язниці Штадельгайм. За словами Еріха Кемпки, Гітлер спочатку повинен був заявити, що помилував Краусера через його медаль і, на відміну від інших лідерів СA, не збирався його розстрілювати. Фактично, Краусера 1 липня було звільнено з в'язниці, але потім його знову заарештували.
1 липня 1934 року Краусер був переведений з Мюнхена до Берліна у спеціальному літаку за наказом Германа Герінга разом з Георгом фон Деттеном, Гансом-Йоахімом фон Фолькенгаузеном та Карлом Шраєром. Там його ненадовго затримали разом з іншими трьома людьми в концтаборі Колумбіаза. Згодом його перевели до казарми лейбштандарту «Адольф Гітлер», де в ніч на 2 липня 1934 року його було розстріляно.
Мандат Краусера в Рейхстазі продовжував з липня 1934 р. офіцер СС Людвіг Ольдах.

## Нагороди
- Залізний хрест 2-го і 1-го класу
- Нагрудний знак пілота-спостерігача (Пруссія) (січень 1915)
- Військовий хрест «За заслуги» (Баварія) з короною і мечами
- Орден Фрідріха (Вюртемберг), лицарський хрест
- Королівський орден дому Гогенцоллернів, лицарський хрест з мечами
- Військовий орден Максиміліана Йозефа, лицарський хрест (20 вересня 1917)
- Нагрудний знак «За поранення» в чорному — за поранення, отримане 24 серпня 1914 року.[3]
- Орден крові (№ 5)[3]